# Clathria coccinea
Clathria coccinea är en svampdjursart som först beskrevs av Patricia R. Bergquist 1961.  Clathria coccinea ingår i släktet Clathria och familjen Microcionidae.
Artens utbredningsområde är havet kring Nya Zeeland. Inga underarter finns listade i Catalogue of Life.